# Les Monges Velles
Les Monges Velles és una obra de Montblanc (Conca de Barberà) inclosa a l'Inventari del Patrimoni Arquitectònic de Catalunya.

## Descripció
Edifici cantoner de planta i dos pisos.
La façana lateral que dona al carrer de sant Isidre, manté la formulació i els elements característics de la tipologia gòtica tot i una recent restauració que ha completat els elements no conservats.
La façana principal conserva un arc apuntat a la planta baixa i el portal adovellat de llinda plana. La resta de la façana fou molt reformada a finals del segle xix.